# Dance Central
Dance Central – gra muzyczna na konsolę Xbox 360 z obsługą Kinecta. Gra została stworzona przez Harmonix, twórców serii Guitar Hero. Gra była jedną z pierwszych gier wydanych razem z wydaniem Kinecta.
W październiku 2011 został wydany sequel gry Dance Central 2, natomiast w październiku 2012 Dance Central 3.

## Rozgrywka
Rozgrywka polega na wykonywaniu przez gracza ruchów tanecznych, śledzonych przez Kinect a reprezentowanych na ekranie przez jednego z ośmiu w grze awatarów. Gra oferuje ponad 650 różnych ruchów składających się na ponad 90 układów tanecznych.
Istnieje pięć trybów:
- Break It Down – tryb praktyki, który pozwala początkującym uczyć się ruchów tanecznych krok po kroku
- Perform It – tryb dla jednego gracza, w którym celem jest wykonanie układów tanecznych danego utworu dla uzyskania jak najlepszego wyniku
- Workout Mode – rozszerzenie do trybu Perform It, w którym jest liczona wartość spalonych kalorii.
- Dance Battle – tryb dla dwóch graczy, którzy mogą rywalizować w pojedynkach danego tańca, gdzie wygrywa osoba z najwyższym wynikiem. W sytuacjach remisowych, wygrywa gracz, który wykonał poprawnie większą liczbę ruchów.
- Challenge Mode – ten tryb zostaje odblokowany po wykonaniu wszystkich utworów w każdej kategorii trudności i po uzyskaniu w każdym z nich co najmniej czterech gwiazdek. Tryb ten zwiększa trudność gry poprzez połączenie w jeden fragmentów czterech lub pięciu utworów. Gracz po wykonaniu poprawnie (minimum 4 gwiadki) danego wyzwania na każdym stopniu trudności odblokowuje ostatnią kombinację kilkunastu utworów do wykonania w jednym tańcu. Do wyboru oddano 10 grywalnych postaci.

## Lista utworów
Gra udostępnia 32 piosenki:
| Tytuł                           | Wykonawca                          |
| ------------------------------- | ---------------------------------- |
| Body Movin'                     | Beastie Boys                       |
| Brick House                     | Commodores                         |
| Bust a Move                     | Young MC                           |
| C’mon N’ Ride It (The Train)    | Quad City DJ’s                     |
| Can’t Get You Out of My Head    | Kylie Minogue                      |
| Crank That                      | Soulja Boy Tell ’Em                |
| Days Go By                      | Dirty Vegas                        |
| Dip It Low                      | Christina Milian                   |
| Don't Sweat the Technique       | Eric B. & Rakim                    |
| Down                            | Jay Sean                           |
| Drop It Like It’s Hot           | Snoop Dogg feat. Pharrell Williams |
| Evacuate the Dancefloor         | Cascada                            |
| Flava In Ya Ear                 | Craig Mack                         |
| Funkytown                       | Lipps Inc                          |
| Galang                          | M.I.A.                             |
| Hella Good                      | No Doubt                           |
| Hey, Mami                       | FannyPack                          |
| I Know You Want Me (Calle Ocho) | Pitbull                            |
| Jungle Boogie                   | Kool & the Gang                    |
| Just Dance                      | Lady Gaga ft. Colby O’Donis        |
| King of the Dancehall           | Beenie Man                         |
| Maneater                        | Nelly Furtado                      |
| Move Ya Body                    | Nina Sky                           |
| Poison                          | Bell Biv DeVoe                     |
| Poker Face                      | Lady Gaga                          |
| Pon de Replay                   | Rihanna                            |
| Pump Up the Jam                 | Technotronic                       |
| Push It                         | Salt-n-Pepa                        |
| Rendez-Vu                       | Basement Jaxx                      |
| Rump Shaker                     | Wreckx-n-Effect                    |
| Satisfaction                    | Benny Benassi                      |
| Teach Me How To Jerk            | Audio Push                         |

Utwory do ściągnięcia:
| Tytuł                    | Wykonawca                                          |
| ------------------------ | -------------------------------------------------- |
| Temperature              | Sean Paul                                          |
| Because of You           | Ne-Yo                                              |
| I Got You Dancing        | Lady Sovereign                                     |
| Word Up!                 | Cameo                                              |
| I Gotta Feeling          | The Black Eyed Peas                                |
| Whoomp! (There It Is)    | Tag Team                                           |
| Control                  | Janet Jackson                                      |
| Girls & Boys             | Blur                                               |
| Disturbia                | Rihanna                                            |
| We Run This              | Missy Elliott                                      |
| Le Freak                 | Chic                                               |
| Super Freak              | Rick James                                         |
| Heard 'Em All            | Amerie                                             |
| Weapon of Choice         | Fatboy Slim                                        |
| Hollaback Girl           | Gwen Stefani                                       |
| Straight Up              | Paula Abdul                                        |
| Turnin Me On             | Keri Hilson                                        |
| Wild Thing               | Tone Lōc                                           |
| Lean wit It, Rock wit It | Dem Franchise Boyz                                 |
| D.A.N.C.E.               | Justice                                            |
| Fergalicious             | Fergie ft. will.i.am                               |
| Informer                 | Snow                                               |
| Lapdance                 | N.E.R.D                                            |
| Break Your Heart         | Taio Cruz ft. Ludacris                             |
| Say Aah                  | Trey Songz                                         |
| Planet Rock              | Afrika Bambaataa                                   |
| Get Up                   | James Brown                                        |
| Get Busy                 | Sean Paul                                          |
| Get It Shawty            | Lloyd                                              |
| Don’t Cha                | The Pussycat Dolls ft. Busta Rhymes                |
| Tempted to Touch         | Rupee                                              |
| The Way I Are            | Timbaland ft. Keri Hilson and D.O.E. and Sebastian |